# Ernst von Schuch
Ernst von Schuch, född den 23 november 1846 i Graz i Steiermark, död den 10 maj 1914 i  Niederlössnitz, var en österrikisk dirigent.
von Schuch var från 1873 kapellmästare vid  hovoperan i Dresden, som under hans konstnärliga ledning hävdade sin rang som en av de främsta lyriska scenerna i Europa. Han utnämndes 1889 till generalmusikdirektor och 1899 till geheime hovråd samt upphöjdes 1897 i ärftligt österrikiskt adelsstånd.